# Tüschenbonnen
Tüschenbonnen ist ein Kirchdorf in der Gemeinde Much. 

## Lage
Tüschenbonnen liegt auf den Hängen des Bergischen Landes zum Bröltal. Nachbarort im Süden ist Damm. Tüschenbonnen ist über die Landesstraße 350 erreichbar.

## Geschichte
1901 gab es in dem Weiler 54 Einwohner. Dies waren damals die Haushalte Schuster Christian Becker, Ackerer Joh. Peter Becker, Ackerin Witwe J. M. Dahlhäuser, Ackerer Joh. Honscheid, die Ackerer Joh. und Wilhelm Kleff, Ackerer Martin Lutz, Ackerin Witwe Peter Josef Lutz, Müller Gottfried Ortsiefer, die Ackerer Joh. Peter und Peter Josef Ortsiefer sowie Ackerer Gerhard Steimel.

## Dorfleben
Im Dorf werden noch die Traditionen des Osterfeuers, des Maibaumsetzens und des Erntedanks gepflegt. Im Bröltal liegt die Dorfschänke.